# De repetundis
La locuzione de repetundis è un termine legale latino, che vuol dire (accusato) di concussione. Questo tipo di reato era giudicato dalla Quaestio perpetua de repetundis, una commissione statale preposta all'esame degli abusi dei magistrati romani.

## Storia
Spesso si macchiavano di questo reato i governatori delle province romane:
- Nel 45 a.C., o all'inizio del 44 a.C., Sallustio, al ritorno dal governo dell'Africa Nova, fu accusato de repetundis, ma fu salvato dal processo per intervento di Cesare.
- Nel 73 a.C. Gaio Licinio Verre, governatore della Sicilia, fu accusato da Cicerone de pecuniis repetundis, forse il caso più eclatante di questa tipologia di reato.